# Lista chorążych reprezentacji Republiki Środkowoafrykańskiej na igrzyskach olimpijskich
Lista chorążych reprezentacji Republiki Środkowoafrykańskiej na igrzyskach olimpijskich – lista zawodników i zawodniczek reprezentacji Republiki Środkowoafrykańskiej, którzy podczas ceremonii otwarcia nowożytnych igrzysk olimpijskich nieśli flagę Republiki Środkowoafrykańskiej.

## Chronologiczna lista chorążych
| Lp. | Rok i miejsce     | Chorąży                    | Dyscyplina    |
| --- | ----------------- | -------------------------- | ------------- |
| 1   | 1968, Meksyk      | b.d.                       |               |
| 2   | 1984, Los Angeles | André Marie Sayet          |               |
| 3   | 1988, Seul        | b.d.                       |               |
| 4   | 1992, Barcelona   | b.d.                       |               |
| 5   | 1996, Atlanta     | Mickaël Conjungo           | Lekkoatletyka |
| 6   | 2000, Sydney      | Zacharia Maidjida          | Lekkoatletyka |
| 7   | 2004, Ateny       | Ernest Ndissipou           | Lekkoatletyka |
| 8   | 2008, Pekin       | Mireille Dereboba-Ngaisset | Lekkoatletyka |
| 9   | 2012, Londyn      | Patrick Boui               | Taekwondo     |
| 10  | 2016, Rio         | Chloe Sauvourel            | Lekkoatletyka |
| 11  | 2020, Tokio       | Chloe Sauvourel            | Pływanie      |
| 11  | 2020, Tokio       | Francky Mbotto             | Lekkoatletyka |